# San Juan (paroisse civile de Mérida)
Pour les articles homonymes, voir San Juan.
San Juan est l'une des six divisions territoriales et statistiques dont l'une des cinq paroisses civiles de la municipalité de Sucre dans l'État de Mérida au Venezuela. Sa capitale est San Juan.